# RemaxAsia Expo
Die RemaxAsia Expo (chinesisch 中国（珠海）国际打印耗材展览会) ist eine jährlich stattfindende Handelsmesse der Computerdruckindustrie, die in Zhuhai vom Chinesischen Rat zur Förderung des internationalen Handels (kurz CCPIT) und dem Medienkonzern Recycling Times abgehalten wird. Seit deren Entstehung im Jahr 2007 findet sie jährlich in Chinas internationalem Luft- und Raumfahrt-Ausstellungszentrum in Zhuhai statt, dem weltweit größten Herstellungszentrum für Druckerzubehör.

## Vorgestellte Produkte
Farbbänder, Tintenpatronen, Tonerkartuschen; Komponenten einschließlich Tinten, Toner, Chips, optische Fotoleitereinheiten (OPC), Magnetrollen, Abstreifer; Produktions- und Prüfausrüstungen; Inkjet-Papiere, Kopierpapiere, Thermotransfer- und andere Spezialpapiere; Drucker- und Kopierer-Teile, Komponenten und Dienstleistungen wie Technologie, Informationen, Software, IT-Systeme, Seminare und Medien im Zusammenhang mit der Druckerzubehörindustrie.
Die Veranstaltungstermine der bisherigen Messen waren:
- 2007: 28. bis 30. Juni in Zhuhai
- 2008: 19. bis 21. Juni in Zhuhai
- 2009: 14. bis 16. Oktober in Chinas internationalem Luft- und Raumfahrt-Ausstellungszentrum
- 2010: 26. bis 28. September
- 2011: 13. bis 15. Oktober im Flugschau-Zentrum Zhuhai. Mit den 9.893 anwesenden Interessenten an Computerdruckzubehör wurden Rekorde gebrochen.[2]
- 2012: 24. bis 26. September